# Luna rossa (película de 1951)
Luna rossa («Luna roja» en español) es una película de melodrama italiana de 1951 dirigida por Armando Fizzarotti y protagonizada por Renato Baldini, Maria Frau y Leda Gloria. Toma su título de una canción popular.

## Reparto
- Renato Baldini como Paolo Cassino.
- Maria Frau como Maria Cassino.
- Aldo Landi como Carlo Sorrentino.
- Barbara Florian como Lucia Capuano.
- Ugo D'Alessio como Gesualdo.
- Franco Gargìa como el escribiente.
- Leda Gloria como Donna Amalia.
- Diana Lante  como la dueña del hotel.
- Beniamino Maggio como Beniamino.
- Gina Mascetti como Clementina.
- Natale Montillo como Cavalier Sorrentino.
- Emilio Petacci como el barón.
- Isa Querio como Donna.

## Lanzamiento y recaudación
La película se estrenó en los cines italianos a partir del 23 de noviembre de 1951. Cobro comprobado hasta el 31 de marzo de 1959: 335 028 553 liras en ese momento.